# Alona sketi
Alona sketi е вид хрилоного от семейство Chydoridae. Видът е уязвим и сериозно застрашен от изчезване.

## Разпространение
Разпространен е в Словения.